# Ángel Corella
Ángel Corella López (8 de noviembre de 1975) es un bailarín español, artista Principal del American Ballet Theatre, de la ciudad de Nueva York.
Criado en Colmenar Viejo, Madrid (donde actualmente hay un instituto de enseñanza secundaria con su nombre), comenzó su formación en danza clásica con Eileen Wright, Profesora de la Royal Academy of London afincada en Colmenar Viejo, luego con Karemia Moreno y posteriormente continuó sus estudios con Víctor Ullate. De pequeño, su madre lo llevaba, con tres de sus hermanas, a clases de ballet. Su padre fue boxeador.
En mayo de 1991, ganó el Primer Premio en el Concurso de Ballet Nacional de España en Valencia. En diciembre de 1994, recibe el Gran Premio y la Medalla de Oro del Concurso Internacional de Danza de París y en abril de 1995, se incorpora al American Ballet Theatre como Solista, y obtiene la categoría de Bailarín Principal sólo un año más tarde. Sus roles con la compañía incluyen todos los ballets clásicos y numerosas piezas contemporáneas, amén de otras tantas creadas en para él por los más importantes coreógrafos de la danza moderna. 
En el año 2000, fue galardonado con el Premio Internacional “Benois de la Danse” (considerado el “Oscar” del ballet) por su trabajo en Other Dances de Jerome Robbins. Consiguió un premio EMMY por su interpretación en El lago de los cisnes junto a Gillian Murphy. También en dicho año protagonizó, junto a la gran Alessandra Ferri, el ballet Romeo y Julieta de Prokófiev en el Teatro alla Scala de Milán, compartiendo rol con el afamado Roberto Bolle. 
El 4 de noviembre de 2002 el Gobierno español le concedió el Premio Nacional de Danza. En 2008 fue galardonado con la Medalla Internacional de las Artes de la Comunidad de Madrid y con la Estrella de la Cultura de la ciudad de Salamanca. En 2009 el comité de la Fundación Premio Galileo 2000 compuesto por Jack Lang, Irene Papas, Irina Strozzi, Marco Giorgetti y Alfonso de Virgiliis concede a Ángel Corella el Premio Galileo 2000 por "su talento excepcional".
En 2001 creó con su hermana Carmen la Fundación que lleva su nombre con el propósito de fomentar el arte de la danza clásica, facilitando los medios a bailarines que, por circunstancias sociales, económicas o de otra índole, no puedan llevar a buen término su formación. Tras siete años de trabajo, uno de los grandes proyectos de la Fundación, el Corella Ballet, vio la luz y empezó su actividad el primero de abril de 2008, en la localidad segoviana de la Granja.
Corella hizo su debut en la ópera La Gioconda de Amilcare Ponchielli, bailando el rol principal en la "Danza de las Horas" en el Teatro del Liceo, de Barcelona, en octubre de 2005. En septiembre de 2006 interpretó el mismo papel estrenando la nueva coreografía de Christoper Wheeldon para la "Danza de las Horas" en una puesta en escena de La gioconda del Metropolitan Opera de Nueva York. 
Ese mismo año, protagonizó el spot navideño de Freixenet junto a la actriz y cantante Gwyneth Paltrow.
Hacia finales de 2011, por problemas presupuestarios, la Junta de Castilla y León redujo el presupuesto asignado a la compañía Corella Ballet. Por este motivo la Consejería de Cultura y Turismo y la Fundación Ángel Corella no prorrogaron el convenio que mantenían desde 2008.
En 2011 consiguió apoyo de la Diputación de Barcelona y del Ayuntamiento y en 2012 cambia el nombre a Ciudad de Barcelona Ballet y se instala en esa ciudad. Queriendo dedicarse exclusivamente a su nuevo proyecto, anuncia su retiro del American Ballet Theatre. En 2014 está previsto abrir, en Figueras, una escuela de danza que nutrirá de bailarines al Barcelona Ballet. Se espera que parte del proyecto será apoyado por la Generalidad y la Diputación de Gerona, y también el Estado.
Ángel Corella es también estrella invitada del Royal Ballet de Londres, del Ballet de Australia, de la Scala de Milán, del Ballet de Chile, del Ballet de Hungría, del Ballet de Georgia, del Ballet de Finlandia, del Ballet de Puerto Rico, del Asami Maki Ballet de Tokio, del Bolshói Ballet, del New York City Ballet y del Mariinski Ballet de San Petersburgo, donde colabora de forma habitual en sus temporadas de Ballet. 
Ha bailado para grandes personalidades internacionales como la Reina Sofía de España, la Reina Isabel II del Reino Unido, y su hermana, la fallecida Princesa Margarita del Reino Unido, los Presidentes de los Estados Unidos Bill Clinton y George W. Bush y ante la primera dama norteamericana Michelle Obama.
Actualmente es miembro del jurado de ¡Mira quién baila!, junto a Noemí Galera, Norma Duval y Miguel Ángel Rodríguez.
Otra de sus pasiones es la carpintería.
El 28 de marzo de 2014 Ángel y su compañía estrenan en el Teatro Calderón de Valladolid su nuevo espectálculo, Bourbon Street, en el cual se incluye el solo D'Casta que el propio Corella ha coreografiado para sí mismo sobre música original del compositor español Jerónimo Maesso.